# Surfe nos Jogos Olímpicos de Verão de 2024 - Masculino
A competição masculina do surfe nos Jogos Olímpicos de Verão de 2024 foi realizada entre 25 de julho e 5 de agosto de 2024 nas águas de Teahupo'o, no Taiti, na Polinésia Francesa, localizada a cerca de 15 quilômetros de Paris. Um total de 24 surfistas de 15 Comitês Olímpicos Nacionais (CON) participaram do evento.

## Qualificação
O sistema de qualificação para Paris 2024 garantiu a participação dos melhores surfistas profissionais do mundo, juntamente com a promoção de oportunidades geográficas universais para surfistas de todos os continentes. Embora as vagas de dois surfistas por gênero para cada Comitê Olímpico Nacional (CON) tenha permanecido inalterada, duas exceções a essa regra foram introduzidas para as equipes campeãs dos ISA World Surfing Games de 2022 e 2024, o que resultou em algumas equipes expandindo suas vagas a três surfistas por gênero.

## Formato
A competição consistiu em seis rodadas:
- Rodada 1: oito baterias de três surfistas cada, com o melhor de cada bateria (oito, no total) avançando diretamente para a rodada 3, enquanto os outros dois de cada bateria (16, no total) disputando a rodada 2 (essencialmente uma repescagem)

Da rodada 2 em diante, todas as rodadas são eliminatórias compostas por dois surfistas, com o melhor surfista avançando para a próxima rodada e o segundo colocado sendo eliminado.
- Rodada 2: a competição frente a frente começa nesta rodada, oito baterias de dois surfistas cada e o melhor de cada bateria (8, no total) avançando para a rodada 3, enquanto o outro em cada bateria (8, no total) é eliminado
- Rodada 3: oito baterias de dois surfistas cada, onde o vencedor avança e o perdedor é eliminado
- Quartas de final: quatro baterias de dois surfistas cada, com o vencedor avançando e o perdedor, eliminado
- Semifinais: duas baterias de dois surfistas cada, com o vencedor avançando para a final e o perdedor, para a bateria da medalha de bronze
- Final (disputa da medalha de ouro e prata) e disputa pela medalha de bronze

A duração de cada bateria (25 a 40 minutos) e o número de ondas que cada surfista pode surfar (máximo 25) são determinados pelo diretor técnico antes do dia da competição. A pontuação para cada onda foi de 0,1 a 10, com as duas melhores ondas para cada surfista contando. As pontuações são baseadas na dificuldade das manobras realizadas, inovação e progressão, variedade, combinação, velocidade, potência e fluxo de cada manobra.

## Juízes
A competição foi julgada por dois juízes principais, dois juízes prioritários e sete juízes regulares:
- AUS Benjamin Lowe
- NZL Daniel Kosoof
- NZL Ian Buchanan (juiz prioritário)
- BRA Luiz Dantas
- BRA Luiz Pereira (juiz principal)
- BRA Marcel Miranda (juiz prioritário)
- ESP Mikel Zalacain
- USA Richard Pierce Jr. (juiz principal)
- JPN Tatsuya Fukagawa
- FRA Thierry Vidal
- USA Tory Gilkerson

Depois que o juiz australiano Benjamin Lowe postou uma foto sua nas redes sociais com o competidor também australiano Ethan Ewing e seu treinador Bede Durbidge, ele foi removido do painel de jurados pela Associação Internacional de Surfe (ISA), em 1 de agosto.

## Calendário
| R1 | Rodada 1 | R2 | Rodada 2 | R3 | Oitavas de final | ¼ | Quartas de final | ½ | Semifinais | F | Final |

| DataEvento | Sáb 27 | Dom 28 | Seg 29 | Ter 30 | Qua 31 | Qui 1 | Sex 2 | Sáb 3  | Dom 4  | Seg 5 | Seg 5 |
| ---------- | ------ | ------ | ------ | ------ | ------ | ----- | ----- | ------ | ------ | ----- | ----- |
| Masculino  | R1     | R2     | R3     | Adiado | Adiado | ¼     |       | Adiado | Adiado | ½     | F     |

## Classificação pré-competição
Os surfistas foram pré-classificadas de acordo com sua classificação final nos ISA World Surfing Games de 2024.
1. BRA Gabriel Medina
2. MAR Ramzi Boukhiam
3. FRA Kauli Vaast
4. FRA Joan Duru
5. PER Alonso Correa
6. ESP Andy Criere
7. INA Rio Waida
8. AUS Ethan Ewing
9. GER Tim Elter
10. ITA Leonardo Fioravanti
11. USA John John Florence
12. BRA Filipe Toledo
13. AUS Jack Robinson
14. PER Lucca Mesinas
15. NZL Billy Stairmand
16. JPN Connor O'Leary
17. RSA Jordy Smith
18. JPN Reo Inaba
19. MEX Alan Cleland
20. JPN Kanoa Igarashi
21. RSA Matthew McGillivray
22. USA Griffin Colapinto
23. BRA João Chianca
24. ESA Bryan Pérez

## Medalhistas
| Ouro   | FRA Kauli Vaast    |
| Prata  | AUS Jack Robinson  |
| Bronze | BRA Gabriel Medina |

## Resultados

### Rodada 1
A primeira rodada não era eliminatória. O melhor surfista de cada bateria avançou diretamente para a rodada 3, enquanto os surfistas restantes se classificaram para a rodada 2.
Bateria 1
| Pos. | Surfista         | CON               | Ondas | Ondas | Ondas | Ondas | Pontuação total | Notas |
| Pos. | Surfista         | CON               | 1     | 2     | 3     | 4     | Pontuação total | Notas |
| ---- | ---------------- | ----------------- | ----- | ----- | ----- | ----- | --------------- | ----- |
| 1    | Ethan Ewing [8]  | AUS Austrália     | 7.33  | 2.57  |       |       | 9.90            | R3    |
| 2    | Jordy Smith [17] | RSA África do Sul | 5.17  | 0.93  | 2.43  |       | 7.60            | R2    |
| 3    | Tim Elter [9]    | GER Alemanha      | 1.00  | 0.50  | 3.00  | 1.00  | 4.00            | R2    |

Bateria 2
| Pos. | Surfista                 | CON               | Ondas | Ondas | Ondas | Ondas | Ondas | Pontuação total | Notas |
| Pos. | Surfista                 | CON               | 1     | 2     | 3     | 4     | 5     | Pontuação total | Notas |
| ---- | ------------------------ | ----------------- | ----- | ----- | ----- | ----- | ----- | --------------- | ----- |
| 1    | Joan Duru [4]            | FRA França        | 6.17  | 2.83  | 4.67  | 4.33  | 7.67  | 13.84           | R3    |
| 2    | Jack Robinson [13]       | AUS Austrália     | 6.83  | 6.53  | 5.73  | 1.40  |       | 13.36           | R2    |
| 3    | Matthew McGillivray [21] | RSA África do Sul | 1.33  | 0.73  | 1.93  | 3.33  | 1.07  | 5.26            | R2    |

Bateria 3
| Pos. | Surfista            | CON        | Ondas | Ondas | Ondas | Pontuação total | Notas |
| Pos. | Surfista            | CON        | 1     | 2     | 3     | Pontuação total | Notas |
| ---- | ------------------- | ---------- | ----- | ----- | ----- | --------------- | ----- |
| 1    | Alonso Correa [5]   | PER Peru   | 5.83  | 3.17  | 8.50  | 14.33           | R3    |
| 2    | Filipe Toledo [12]  | BRA Brasil | 0.93  | 1.40  | 6.23  | 7.63            | R2    |
| 3    | Kanoa Igarashi [20] | JPN Japão  | 4.17  |       |       | 4.17            | R2    |

Bateria 4
| Pos. | Surfista            | CON             | Ondas | Ondas | Ondas | Ondas | Ondas | Pontuação total | Notas |
| Pos. | Surfista            | CON             | 1     | 2     | 3     | 4     | 5     | Pontuação total | Notas |
| ---- | ------------------- | --------------- | ----- | ----- | ----- | ----- | ----- | --------------- | ----- |
| 1    | Gabriel Medina [1]  | BRA Brasil      | 1.00  | 0.50  | 6.17  | 7.17  | 6.33  | 13.50           | R3    |
| 2    | Connor O'Leary [16] | JPN Japão       | 0.20  | 3.73  | 6.20  |       |       | 9.93            | R2    |
| 3    | Bryan Pérez [24]    | ESA El Salvador | 1.20  | 3.50  | 3.17  | 4.03  | 2.60  | 7.53            | R2    |

Bateria 5
| Pos. | Surfista             | CON               | Ondas | Ondas | Ondas | Ondas | Ondas | Ondas | Ondas | Pontuação total | Notas |
| Pos. | Surfista             | CON               | 1     | 2     | 3     | 4     | 5     | 6     | 7     | Pontuação total | Notas |
| ---- | -------------------- | ----------------- | ----- | ----- | ----- | ----- | ----- | ----- | ----- | --------------- | ----- |
| 1    | João Chianca [23]    | BRA Brasil        | 1.13  | 0.50  | 5.67  | 4.40  | 0.50  | 3.57  | 1.10  | 10.07           | R3    |
| 2    | Ramzi Boukhiam [2]   | MAR Marrocos      | 0.23  | 0.77  | 0.23  | 4.83  | 3.03  | 4.93  |       | 9.76            | R2    |
| 3    | Billy Stairmand [15] | NZL Nova Zelândia | 1.13  | 3.33  | 2.20  | 0.97  |       |       |       | 5.53            | R2    |

Bateria 6
| Pos. | Surfista                | CON                | Ondas | Ondas | Ondas | Ondas | Ondas | Ondas | Ondas | Pontuação total | Notas |
| Pos. | Surfista                | CON                | 1     | 2     | 3     | 4     | 5     | 6     | 7     | Pontuação total | Notas |
| ---- | ----------------------- | ------------------ | ----- | ----- | ----- | ----- | ----- | ----- | ----- | --------------- | ----- |
| 1    | John John Florence [11] | USA Estados Unidos | 6.33  | 5.67  | 8.00  | 1.50  | 9.33  | 1.37  | 5.67  | 17.33           | R3    |
| 2    | Alan Cleland [19]       | MEX México         | 7.17  | 7.17  |       |       |       |       |       | 14.34           | R2    |
| 3    | Andy Criere [6]         | ESP Espanha        | 3.50  | 1.00  | 8.50  |       |       |       |       | 12.00           | R2    |

Bateria 7
| Pos. | Surfista               | CON                | Ondas | Ondas | Ondas | Ondas | Ondas | Pontuação total | Notas |
| Pos. | Surfista               | CON                | 1     | 2     | 3     | 4     | 5     | Pontuação total | Notas |
| ---- | ---------------------- | ------------------ | ----- | ----- | ----- | ----- | ----- | --------------- | ----- |
| 1    | Griffin Colapinto [22] | USA Estados Unidos | 7.50  | 0.50  | 5.77  | 9.53  | 1.00  | 17.03           | R3    |
| 2    | Kauli Vaast [3]        | FRA França         | 1.50  | 4.60  | 5.83  | 7.80  |       | 13.63           | R2    |
| 3    | Lucca Mesinas [14]     | PER Peru           | 1.00  | 6.00  | 4.33  | 5.10  |       | 11.10           | R2    |

Bateria 8
| Pos. | Surfista                 | CON           | Ondas | Ondas | Ondas | Ondas | Pontuação total | Notas |
| Pos. | Surfista                 | CON           | 1     | 2     | 3     | 4     | Pontuação total | Notas |
| ---- | ------------------------ | ------------- | ----- | ----- | ----- | ----- | --------------- | ----- |
| 1    | Reo Inaba [18]           | JPN Japão     | 7.33  | 5.43  | 0.37  | 0.43  | 12.76           | R3    |
| 2    | Leonardo Fioravanti [10] | ITA Itália    | 4.17  | 4.70  |       |       | 8.87            | R2    |
| 3    | Rio Waida [7]            | INA Indonésia | 5.17  | 0.57  |       |       | 5.74            | R2    |

### Rodada 2
Na segunda rodada, os surfistas foram divididos em oito baterias de dois surfistas cada, com o melhor surfista avançando para a rodada 3 (oitavas de final) e o segundo colocado sendo eliminado.
Bateria 1
| Pos. | Surfista                 | CON        | Ondas | Ondas | Ondas | Ondas | Ondas | Ondas | Pontuação total | Notas |
| Pos. | Surfista                 | CON        | 1     | 2     | 3     | 4     | 5     | 6     | Pontuação total | Notas |
| ---- | ------------------------ | ---------- | ----- | ----- | ----- | ----- | ----- | ----- | --------------- | ----- |
| 1    | Kanoa Igarashi [20]      | JPN Japão  | 7.17  | 3.67  | 0.70  | 6.00  | 0.43  | 6.70  | 13.87           | R3    |
| 2    | Leonardo Fioravanti [10] | ITA Itália | 0.93  | 1.33  | 0.70  | 5.67  |       |       | 7.00            | E     |

Bateria 2
| Pos. | Surfista            | CON          | Ondas | Ondas | Ondas | Pontuação total | Notas |
| Pos. | Surfista            | CON          | 1     | 2     | 3     | Pontuação total | Notas |
| ---- | ------------------- | ------------ | ----- | ----- | ----- | --------------- | ----- |
| 1    | Connor O'Leary [16] | JPN Japão    | 7.33  | 7.17  | 0.50  | 14.50           | R3    |
| 2    | Tim Elter [9]       | GER Alemanha | 1.57  | 0.93  | 4.50  | 6.07            | E     |

Bateria 3
| Pos. | Surfista         | CON               | Ondas | Ondas | Ondas | Ondas | Ondas | Ondas | Ondas | Pontuação total | Notas |
| Pos. | Surfista         | CON               | 1     | 2     | 3     | 4     | 5     | 6     | 7     | Pontuação total | Notas |
| ---- | ---------------- | ----------------- | ----- | ----- | ----- | ----- | ----- | ----- | ----- | --------------- | ----- |
| 1    | Jordy Smith [17] | RSA África do Sul | 5.50  | 2.17  | 2.33  | 4.00  | 0.43  | 3.53  | 0.27  | 9.50            | R3    |
| 2    | Rio Waida [7]    | INA Indonésia     | 4.67  | 0.20  | 0.73  |       |       |       |       | 5.40            | E     |

Bateria 4
| Pos. | Surfista                 | CON               | Ondas | Ondas | Ondas | Ondas | Ondas | Pontuação total | Notas |
| Pos. | Surfista                 | CON               | 1     | 2     | 3     | 4     | 5     | Pontuação total | Notas |
| ---- | ------------------------ | ----------------- | ----- | ----- | ----- | ----- | ----- | --------------- | ----- |
| 1    | Kauli Vaast [3]          | FRA França        | 4.17  | 7.50  | 5.67  | 1.00  | 6.53  | 14.03           | R3    |
| 2    | Matthew McGillivray [21] | RSA África do Sul | 3.50  | 7.17  | 0.73  | 0.60  |       | 10.67           | E     |

Bateria 5
| Pos. | Surfista           | CON             | Ondas | Ondas | Ondas | Ondas | Ondas | Ondas | Ondas | Ondas | Pontuação total | Notas |
| Pos. | Surfista           | CON             | 1     | 2     | 3     | 4     | 5     | 6     | 7     | 8     | Pontuação total | Notas |
| ---- | ------------------ | --------------- | ----- | ----- | ----- | ----- | ----- | ----- | ----- | ----- | --------------- | ----- |
| 1    | Ramzi Boukhiam [2] | MAR Marrocos    | 5.00  | 0.50  | 1.43  | 0.50  | 7.00  | 3.33  | 0.13  | 7.60  | 14.60           | R3    |
| 2    | Bryan Pérez [24]   | ESA El Salvador | 6.17  | 1.23  | 0.40  | 0.50  | 1.63  | 5.30  | 6.43  |       | 12.60           | E     |

Bateria 6
| Pos. | Surfista          | CON         | Ondas | Ondas | Ondas | Ondas | Ondas | Ondas | Ondas | Pontuação total | Notas |
| Pos. | Surfista          | CON         | 1     | 2     | 3     | 4     | 5     | 6     | 7     | Pontuação total | Notas |
| ---- | ----------------- | ----------- | ----- | ----- | ----- | ----- | ----- | ----- | ----- | --------------- | ----- |
| 1    | Alan Cleland [19] | MEX México  | 4.50  | 1.83  | 1.77  | 8.50  | 1.00  | 3.00  | 6.67  | 15.17           | R3    |
| 2    | Andy Criere [6]   | ESP Espanha | 2.50  | 1.93  | 1.00  | 0.73  | 1.07  | 1.23  |       | 4.43            | E     |

Bateria 7
| Pos. | Surfista           | CON           | Ondas | Ondas | Pontuação total | Notas |
| Pos. | Surfista           | CON           | 1     | 2     | Pontuação total | Notas |
| ---- | ------------------ | ------------- | ----- | ----- | --------------- | ----- |
| 1    | Jack Robinson [13] | AUS Austrália | 9.87  | 7.00  | 16.87           | R3    |
| 2    | Lucca Mesinas [14] | PER Peru      | 6.00  | 4.83  | 10.83           | E     |

Bateria 8
| Pos. | Surfista             | CON               | Ondas | Ondas | Ondas | Ondas | Ondas | Pontuação total | Notas |
| Pos. | Surfista             | CON               | 1     | 2     | 3     | 4     | 5     | Pontuação total | Notas |
| ---- | -------------------- | ----------------- | ----- | ----- | ----- | ----- | ----- | --------------- | ----- |
| 1    | Filipe Toledo [12]   | BRA Brasil        | 7.33  | 0.43  | 2.17  | 9.67  | 6.33  | 17.00           | R3    |
| 2    | Billy Stairmand [15] | NZL Nova Zelândia | 8.17  | 5.83  |       |       |       | 14.00           | E     |

### Fase eliminatória
O vencedor de cada bateria eliminatória se classifica para a fase seguinte, até a definição dos medalhistas.
|  | Rodada 3 | Rodada 3               | Rodada 3 |                   |       | Quartas            | Quartas | Quartas |                   |       | Semifinais         | Semifinais | Semifinais |                     |                     | Final               | Final | Final |  |
|  |          |                        |          |                   |       |                    |         |         |                   |       |                    |            |            |                     |                     |                     |       |       |  |
|  | 5        | PER Alonso Correa      | 15.00    |                   |       |                    |         |         |                   |       |                    |            |            |                     |                     |                     |       |       |  |
|  | 5        | PER Alonso Correa      | 15.00    |                   |       |                    |         |         |                   |       |                    |            |            |                     |                     |                     |       |       |  |
|  | 17       | RSA Jordy Smith        | 12.20    |                   |       |                    |         |         |                   |       |                    |            |            |                     |                     |                     |       |       |  |
|  | 17       | RSA Jordy Smith        | 12.20    |                   | 5     | PER Alonso Correa  | 10.50   |         |                   |       |                    |            |            |                     |                     |                     |       |       |  |
|  |          |                        |          |                   | 5     | PER Alonso Correa  | 10.50   |         |                   |       |                    |            |            |                     |                     |                     |       |       |  |
|  |          |                        | 18       | JPN Reo Inaba     | 10.16 |                    |         |         |                   |       |                    |            |            |                     |                     |                     |       |       |  |
|  | 18       | JPN Reo Inaba          | 18       | JPN Reo Inaba     | 10.16 | 6.00               |         |         |                   |       |                    |            |            |                     |                     |                     |       |       |  |
|  | 18       | JPN Reo Inaba          |          |                   |       |                    |         |         |                   |       |                    |            |            |                     |                     |                     |       |       |  |
|  | 12       | BRA Filipe Toledo      | 2.46     |                   |       |                    |         |         |                   |       |                    |            |            |                     |                     |                     |       |       |  |
|  | 12       | BRA Filipe Toledo      | 2.46     |                   | 5     | PER Alonso Correa  | 9.60    |         |                   |       |                    |            |            |                     |                     |                     |       |       |  |
|  |          |                        |          |                   |       |                    |         |         |                   |       |                    |            |            |                     |                     |                     |       |       |  |
|  |          |                        | 3        | FRA Kauli Vaast   | 10.96 |                    |         |         |                   |       |                    |            |            |                     |                     |                     |       |       |  |
|  | 22       | USA Griffin Colapinto  | 3        | FRA Kauli Vaast   | 10.96 | 13.83              |         |         |                   |       |                    |            |            |                     |                     |                     |       |       |  |
|  | 22       | USA Griffin Colapinto  |          |                   |       |                    |         |         |                   |       |                    |            |            |                     |                     |                     |       |       |  |
|  | 3        | FRA Kauli Vaast        | 15.10    |                   |       |                    |         |         |                   |       |                    |            |            |                     |                     |                     |       |       |  |
|  | 3        | FRA Kauli Vaast        | 15.10    |                   | 3     | FRA Kauli Vaast    | 15.33   |         |                   |       |                    |            |            |                     |                     |                     |       |       |  |
|  |          |                        |          |                   | 3     | FRA Kauli Vaast    | 15.33   |         |                   |       |                    |            |            |                     |                     |                     |       |       |  |
|  |          |                        | 4        | FRA Joan Duru     | 12.33 |                    |         |         |                   |       |                    |            |            |                     |                     |                     |       |       |  |
|  | 4        | FRA Joan Duru          | 4        | FRA Joan Duru     | 12.33 | 18.13              |         |         |                   |       |                    |            |            |                     |                     |                     |       |       |  |
|  | 4        | FRA Joan Duru          |          |                   |       |                    |         |         |                   |       |                    |            |            |                     |                     |                     |       |       |  |
|  | 19       | MEX Alan Cleland       | 15.17    |                   |       |                    |         |         |                   |       |                    |            |            |                     |                     |                     |       |       |  |
|  | 19       | MEX Alan Cleland       | 15.17    |                   | 3     | FRA Kauli Vaast    | 17.67   |         |                   |       |                    |            |            |                     |                     |                     |       |       |  |
|  |          |                        |          |                   |       |                    |         |         |                   |       |                    |            |            |                     |                     |                     |       |       |  |
|  |          |                        | 13       | AUS Jack Robinson | 7.83  |                    |         |         |                   |       |                    |            |            |                     |                     |                     |       |       |  |
|  | 1        | BRA Gabriel Medina     | 13       | AUS Jack Robinson | 7.83  | 17.40              |         |         |                   |       |                    |            |            |                     |                     |                     |       |       |  |
|  | 1        | BRA Gabriel Medina     |          |                   |       | 17.40              |         |         |                   |       |                    |            |            |                     |                     |                     |       |       |  |
|  | 20       | JPN Kanoa Igarashi     | 7.04     |                   |       |                    |         |         |                   |       |                    |            |            |                     |                     |                     |       |       |  |
|  | 20       | JPN Kanoa Igarashi     | 7.04     |                   | 1     | BRA Gabriel Medina | 14.77   |         |                   |       |                    |            |            |                     |                     |                     |       |       |  |
|  |          |                        |          |                   | 1     | BRA Gabriel Medina | 14.77   |         |                   |       |                    |            |            |                     |                     |                     |       |       |  |
|  |          |                        | 23       | BRA João Chianca  | 9.33  |                    |         |         |                   |       |                    |            |            |                     |                     |                     |       |       |  |
|  | 23       | BRA João Chianca       | 23       | BRA João Chianca  | 9.33  | 18.10              |         |         |                   |       |                    |            |            |                     |                     |                     |       |       |  |
|  | 23       | BRA João Chianca       |          |                   |       |                    |         |         |                   |       |                    |            |            |                     |                     |                     |       |       |  |
|  | 2        | MAR Ramzi Boukhiam     | 17.80    |                   |       |                    |         |         |                   |       |                    |            |            |                     |                     |                     |       |       |  |
|  | 2        | MAR Ramzi Boukhiam     | 17.80    |                   | 1     | BRA Gabriel Medina | 6.33    |         |                   |       |                    |            |            |                     |                     |                     |       |       |  |
|  |          |                        |          |                   |       |                    |         |         |                   |       |                    |            |            |                     |                     |                     |       |       |  |
|  |          |                        | 13       | AUS Jack Robinson | 12.33 |                    |         |         |                   |       |                    |            |            |                     |                     |                     |       |       |  |
|  | 11       | USA John John Florence | 13       | AUS Jack Robinson | 12.33 | 9.07               |         |         |                   |       |                    |            |            | Disputa pelo bronze | Disputa pelo bronze | Disputa pelo bronze |       |       |  |
|  | 11       | USA John John Florence |          |                   |       |                    |         |         |                   |       |                    |            |            |                     |                     |                     |       |       |  |
|  | 13       | AUS Jack Robinson      | 13.94    |                   |       |                    |         |         |                   |       |                    |            |            |                     |                     |                     |       |       |  |
|  | 13       | AUS Jack Robinson      | 13.94    |                   | 13    | AUS Jack Robinson  | 15.33   |         |                   | 1     | BRA Gabriel Medina | 15.54      |            |                     |                     |                     |       |       |  |
|  |          |                        |          |                   | 13    | AUS Jack Robinson  | 15.33   |         |                   | 1     | BRA Gabriel Medina | 15.54      |            |                     |                     |                     |       |       |  |
|  |          |                        | 8        | AUS Ethan Ewing   | 13.00 |                    |         | 5       | PER Alonso Correa | 12.43 |                    |            |            |                     |                     |                     |       |       |  |
|  | 8        | AUS Ethan Ewing        | 8        | AUS Ethan Ewing   | 13.00 | 14.17              |         | 5       | PER Alonso Correa | 12.43 |                    |            |            |                     |                     |                     |       |       |  |
|  | 8        | AUS Ethan Ewing        |          |                   |       |                    |         |         |                   |       |                    |            |            |                     |                     |                     |       |       |  |
|  | 16       | JPN Connor O'Leary     | 11.00    |                   |       |                    |         |         |                   |       |                    |            |            |                     |                     |                     |       |       |  |

#### Rodada 3
Na terceira rodada, os surfistas foram divididos em oito baterias de dois surfistas cada, com o melhor surfista avançando para as quartas de final e o segundo colocado sendo eliminado.
Bateria 1
| Pos. | Surfista          | CON               | Ondas | Ondas | Ondas | Ondas | Ondas | Pontuação total | Notas |
| Pos. | Surfista          | CON               | 1     | 2     | 3     | 4     | 5     | Pontuação total | Notas |
| ---- | ----------------- | ----------------- | ----- | ----- | ----- | ----- | ----- | --------------- | ----- |
| 1    | Alonso Correa [5] | PER Peru          | 4.83  | 5.33  | 8.50  | 6.50  | 1.23  | 15.00           | QF    |
| 2    | Jordy Smith [17]  | RSA África do Sul | 5.90  | 0.50  | 0.93  | 6.30  |       | 12.20           | E     |

Bateria 2
| Pos. | Surfista           | CON        | Ondas | Ondas | Ondas | Ondas | Ondas | Pontuação total | Notas |
| Pos. | Surfista           | CON        | 1     | 2     | 3     | 4     | 5     | Pontuação total | Notas |
| ---- | ------------------ | ---------- | ----- | ----- | ----- | ----- | ----- | --------------- | ----- |
| 1    | Reo Inaba [18]     | JPN Japão  | 2.17  | 3.17  | 0.50  | 2.03  | 2.83  | 6.00            | QF    |
| 2    | Filipe Toledo [12] | BRA Brasil | 1.43  | 0.97  | 1.03  |       |       | 2.46            | E     |

Bateria 3
| Pos. | Surfista               | CON                | Ondas | Ondas | Ondas | Pontuação total | Notas |
| Pos. | Surfista               | CON                | 1     | 2     | 3     | Pontuação total | Notas |
| ---- | ---------------------- | ------------------ | ----- | ----- | ----- | --------------- | ----- |
| 1    | Kauli Vaast [3]        | FRA França         | 7.33  | 7.77  |       | 15.10           | QF    |
| 2    | Griffin Colapinto [22] | USA Estados Unidos | 6.33  | 7.50  | 5.90  | 13.83           | E     |

Bateria 4
| Pos. | Surfista          | CON        | Ondas | Ondas | Ondas | Ondas | Ondas | Pontuação total | Notas |
| Pos. | Surfista          | CON        | 1     | 2     | 3     | 4     | 5     | Pontuação total | Notas |
| ---- | ----------------- | ---------- | ----- | ----- | ----- | ----- | ----- | --------------- | ----- |
| 1    | Joan Duru [4]     | FRA França | 4.67  | 9.10  | 4.93  | 4.00  | 9.03  | 18.13           | QF    |
| 2    | Alan Cleland [19] | MEX México | 3.17  | 4.33  | 7.00  | 8.17  | 0,20  | 15.17           | E     |

Bateria 5
| Pos. | Surfista            | CON        | Ondas | Ondas | Ondas | Ondas | Ondas | Ondas | Pontuação total | Notas |
| Pos. | Surfista            | CON        | 1     | 2     | 3     | 4     | 5     | 6     | Pontuação total | Notas |
| ---- | ------------------- | ---------- | ----- | ----- | ----- | ----- | ----- | ----- | --------------- | ----- |
| 1    | Gabriel Medina [1]  | BRA Brasil | 2.50  | 9.90  | 5.33  | 7.50  | 2.63  | 7.00  | 17.40           | QF    |
| 2    | Kanoa Igarashi [20] | JPN Japão  | 0.73  | 0.17  | 3.67  | 2.77  | 3.37  |       | 7.04            | E     |

Bateria 6
| Pos. | Surfista           | CON          | Ondas | Ondas | Ondas | Ondas | Ondas | Ondas | Pontuação total | Notas |
| Pos. | Surfista           | CON          | 1     | 2     | 3     | 4     | 5     | 6     | Pontuação total | Notas |
| ---- | ------------------ | ------------ | ----- | ----- | ----- | ----- | ----- | ----- | --------------- | ----- |
| 1    | João Chianca [23]  | BRA Brasil   | 8.33  | 6.70  | 8.03  | 9.30  | 8.80  |       | 18.10           | QF    |
| 2    | Ramzi Boukhiam [2] | MAR Marrocos | 6.33  | 7.83  | 5.17  | 8.10  | 9.70  | 1.27  | 17.80           | E     |

Bateria 7
| Pos. | Surfista                | CON                | Ondas | Ondas | Ondas | Ondas | Ondas | Ondas | Pontuação total | Notas |
| Pos. | Surfista                | CON                | 1     | 2     | 3     | 4     | 5     | 6     | Pontuação total | Notas |
| ---- | ----------------------- | ------------------ | ----- | ----- | ----- | ----- | ----- | ----- | --------------- | ----- |
| 1    | Jack Robinson [13]      | AUS Austrália      | 0.17  | 1.90  | 7.17  | 1.83  | 5.83  | 6.77  | 13.94           | QF    |
| 2    | John John Florence [11] | USA Estados Unidos | 1.17  | 1.77  | 6.50  | 2.57  |       |       | 9.07            | E     |

Bateria 8
| Pos. | Surfista            | CON           | Ondas | Ondas | Ondas | Ondas | Ondas | Ondas | Pontuação total | Notas |
| Pos. | Surfista            | CON           | 1     | 2     | 3     | 4     | 5     | 6     | Pontuação total | Notas |
| ---- | ------------------- | ------------- | ----- | ----- | ----- | ----- | ----- | ----- | --------------- | ----- |
| 1    | Ethan Ewing [8]     | AUS Austrália | 5.50  | 1.30  | 0.20  | 8.67  | 1.80  |       | 14.17           | QF    |
| 2    | Connor O'Leary [16] | JPN Japão     | 3.00  | 0.50  | 8.00  | 0.27  | 0.93  | 0.23  | 11.00           | E     |

#### Quartas de final
Nas quartas de final, os oito surfistas foram divididos em quatro baterias de dois surfistas cada, com o melhor surfista avançando para a semifinal e o segundo colocado sendo eliminado.
Bateria 1
| Pos. | Surfista          | CON       | Ondas | Ondas | Ondas | Ondas | Ondas | Pontuação total | Notas |
| Pos. | Surfista          | CON       | 1     | 2     | 3     | 4     | 5     | Pontuação total | Notas |
| ---- | ----------------- | --------- | ----- | ----- | ----- | ----- | ----- | --------------- | ----- |
| 1    | Alonso Correa [5] | PER Peru  | 0.17  | 2.57  | 4.17  | 6.33  |       | 10.50           | SF    |
| 2    | Reo Inaba [18]    | JPN Japão | 2.83  | 0.47  | 7.33  | 0.50  | 0.33  | 10.16           | E     |

Bateria 2
| Pos. | Surfista        | CON        | Ondas | Ondas | Ondas | Ondas | Ondas | Ondas | Ondas | Ondas | Ondas | Pontuação total | Notas |
| Pos. | Surfista        | CON        | 1     | 2     | 3     | 4     | 5     | 6     | 7     | 8     | 9     | Pontuação total | Notas |
| ---- | --------------- | ---------- | ----- | ----- | ----- | ----- | ----- | ----- | ----- | ----- | ----- | --------------- | ----- |
| 1    | Kauli Vaast [3] | FRA França | 1.33  | 1.07  | 3.43  | 6.33  | 2.00  | 7.33  | 8.00  | 6.83  | 0.50  | 15.33           | SF    |
| 2    | Joan Duru [4]   | FRA França | 3.67  | 0.77  | 4.83  | 7.50  |       |       |       |       |       | 12.33           | E     |

Bateria 3
| Pos. | Surfista           | CON        | Ondas | Ondas | Ondas | Ondas | Ondas | Ondas | Ondas | Ondas | Pontuação total | Notas |
| Pos. | Surfista           | CON        | 1     | 2     | 3     | 4     | 5     | 6     | 7     | 8     | Pontuação total | Notas |
| ---- | ------------------ | ---------- | ----- | ----- | ----- | ----- | ----- | ----- | ----- | ----- | --------------- | ----- |
| 1    | Gabriel Medina [1] | BRA Brasil | 6.67  | 0.50  | 8.10  | 1.00  |       |       |       |       | 14.77           | SF    |
| 2    | João Chianca [23]  | BRA Brasil | 0.20  | 2.33  | 1.07  | 0.80  | 4.83  | 1.80  | 4.50  | 0.47  | 9.33            | E     |

Bateria 4
| Pos. | Surfista           | CON           | Ondas | Ondas | Ondas | Ondas | Ondas | Pontuação total | Notas |
| Pos. | Surfista           | CON           | 1     | 2     | 3     | 4     | 5!    | Pontuação total | Notas |
| ---- | ------------------ | ------------- | ----- | ----- | ----- | ----- | ----- | --------------- | ----- |
| 1    | Jack Robinson [13] | AUS Austrália | 1.00  | 0.83  | 7.33  | 0.50  | 8.00  | 15.33           | SF    |
| 2    | Ethan Ewing [8]    | AUS Austrália | 1.20  | 8.33  | 1.57  | 4.67  |       | 13.00           | E     |

#### Semifinais
Nas semifinais, os quatro surfistas foram divididos em duas baterias de dois surfistas cada, com o melhor surfista avançando para a final (disputa da medalha de ouro) e o segundo colocado para a disputa da medalha de bronze.
Bateria 1
| Pos. | Surfista          | CON        | Ondas | Ondas | Ondas | Ondas | Ondas | Ondas | Ondas | Ondas | Pontuação total | Notas |
| Pos. | Surfista          | CON        | 1     | 2     | 3     | 4     | 5     | 6     | 7     | 8     | Pontuação total | Notas |
| ---- | ----------------- | ---------- | ----- | ----- | ----- | ----- | ----- | ----- | ----- | ----- | --------------- | ----- |
| 1    | Kauli Vaast [3]   | FRA França | 2.00  | 0.87  | 4.00  | 5.83  | 5.13  |       |       |       | 10.96           | F     |
| 2    | Alonso Correa [5] | PER Peru   | 2.67  | 1.37  | 3.77  | 0.67  | 0.63  | 5.67  | 3.93  | 1.60  | 9.60            | 3/4   |

Bateria 2
| Pos. | Surfista           | CON           | Ondas | Ondas | Ondas | Pontuação total | Notas |
| Pos. | Surfista           | CON           | 1     | 2     | 3     | Pontuação total | Notas |
| ---- | ------------------ | ------------- | ----- | ----- | ----- | --------------- | ----- |
| 1    | Jack Robinson [13] | AUS Austrália | 0.50  | 4.50  | 7.83  | 12.33           | F     |
| 2    | Gabriel Medina [1] | BRA Brasil    | 6.33  |       |       | 6.33            | 3/4   |

#### Disputa pelo bronze
Na disputa da medalha de bronze, os dois surfistas fizeram uma bateria, com o melhor surfista conquistando a medalha de bronze.
| Pos. | Surfista           | CON        | Ondas | Ondas | Ondas | Ondas | Ondas | Ondas | Ondas | Ondas | Pontuação total | Notas             |
| Pos. | Surfista           | CON        | 1     | 2     | 3     | 4     | 5     | 6     | 7     | 8     | Pontuação total | Notas             |
| ---- | ------------------ | ---------- | ----- | ----- | ----- | ----- | ----- | ----- | ----- | ----- | --------------- | ----------------- |
| 1    | Gabriel Medina [1] | BRA Brasil | 5.67  | 0.87  | 0.83  | 7.50  | 7.77  | 0.50  | 7.77  | 1.07  | 15.54           | Medalha de bronze |
| 2    | Alonso Correa [5]  | PER Peru   | 6.83  | 0.50  | 5.00  | 5.60  | 2.10  |       |       |       | 12.43           | 4.ª               |

#### Final
Na disputa das medalha de ouro e prata, os dois surfistas fizeram uma bateria, com o melhor surfista conquistando a medalha de ouro e o perdedor, a medalha de prata.
| Pos. | Surfista           | CON           | Ondas | Ondas | Pontuação total | Notas            |
| Pos. | Surfista           | CON           | 1     | 2     | Pontuação total | Notas            |
| ---- | ------------------ | ------------- | ----- | ----- | --------------- | ---------------- |
| 1    | Kauli Vaast [3]    | FRA França    | 9.50  | 8.17  | 17.67           | Medalha de ouro  |
| 2    | Jack Robinson [13] | AUS Austrália | 7.83  |       | 7.83            | Medalha de prata |